# Musée des Beaux-Arts de Montréal

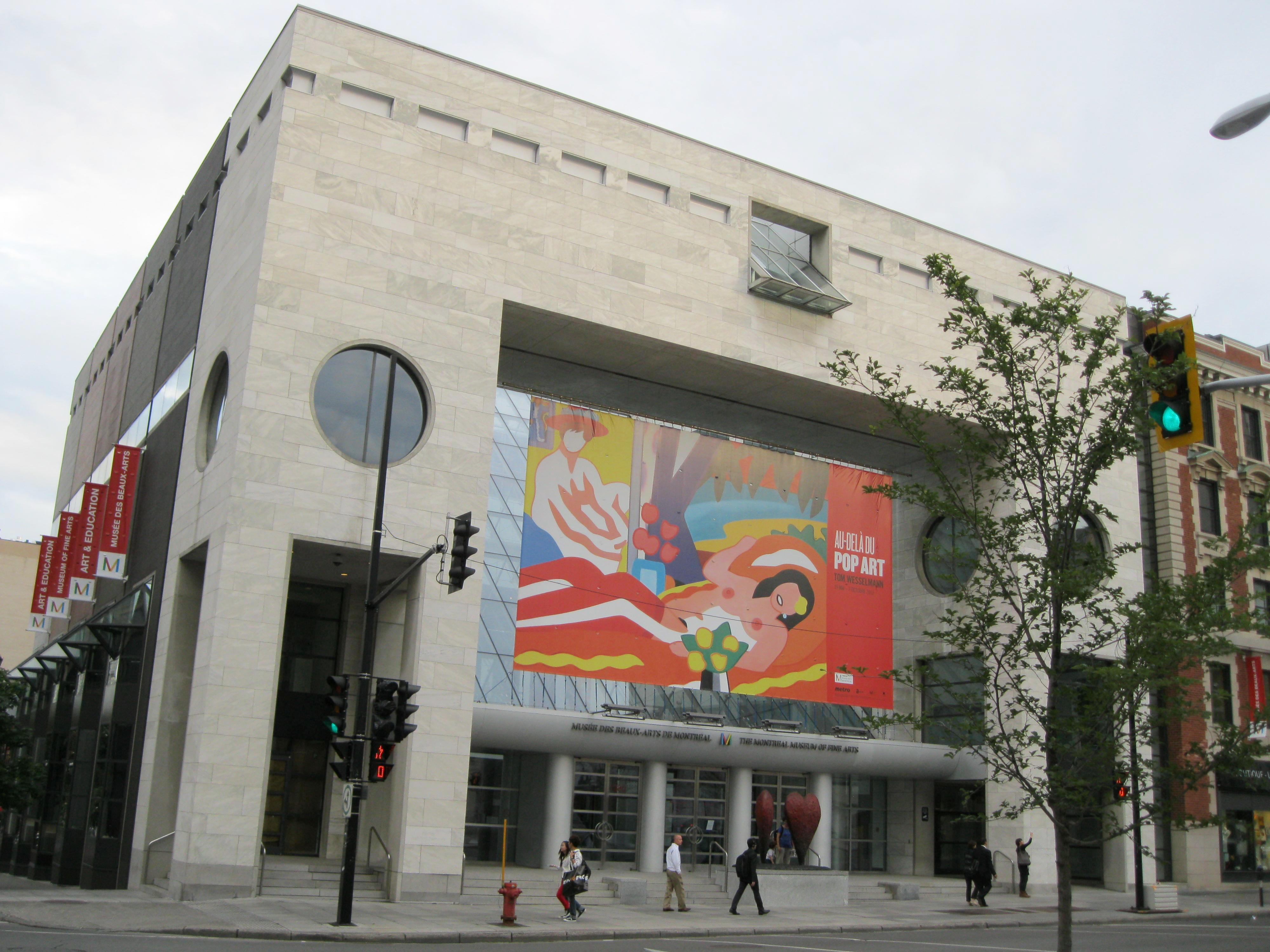
Pavillon Jean-Noël Desmarais

Musée des Beaux-Arts de Montréal, ang. Montreal Museum of Fine Arts – muzeum sztuk pięknych położone w Montrealu przy Rue Sherbrooke w rejonie zwanym Golden Square Mile. Jest największym muzeum miasta i zarazem najstarszym muzeum w Kanadzie (zał. w 1860). Posiada m.in. znaczącą kolekcję malarstwa europejskiego i kanadyjskiego. Zbiory muzeum obejmują ponad 38 000 dzieł sztuki, co czyni je jednym z największych muzeów Kanady. Muzeum odwiedza rocznie ponad 760 000 gości.

## Historia

### XIX wiek
Muzeum Sztuk Pięknych w Montrealu jest najstarszą i jedną z jego najważniejszych instytucji artystycznych na terenie Kanady. Założone w 1847 roku, początkowo pod nazwą Montréal Society of Artists, przekształciło się w 1860 roku w Art Association of Montreal. W 1877 kupiec Benaiah Gibb zakupił działkę przy Sherbrooke Street, przekazał środki na budowę muzeum oraz kilka obrazów i rzeźb, stanowiących zalążek przyszłej kolekcji, która miała stać się jedną z najważniejszych w Kanadzie. Dwa lata później zainaugurowała swoją działalność "Art Gallery", mieszcząca się w budynku (obecnie nieistniejącym) przy Phillips Square na przedmieściach Montrealu. Był to pierwszy budynek w Kanadzie pomyślany jako miejsce dla zbiorów sztuki i ekspozycji czasowych.

### XX wiek
W 1912 roku muzeum przeniosło się do nowego budynku przy Sherbrooke St. West. Budynek w bardzo modnym w tamtym czasie stylu neoklasycznym zaprojektowali architekci, bracia Edward i William S. Maxwell. Budynek dziś nosi nazwę Pavillon Michal et Renata Hornstein/Michal and Renata Hornstein Pavilion. Mieszczą się w nim zbiory archeologiczne, kolekcje kultur świata, wystawy czasowe oraz najstarsza w Kanadzie biblioteka poświęcona sztukom pięknym. W roku 1939 na tyłach pawilonu dobudowano aneks, Norton Addition, w którym znalazły miejsce wystawy czasowe prac wypożyczonych dla muzeum oraz ekspozycja dzieł rzemiosła artystycznego. W 1947 został mianowany pierwszy profesjonalny dyrektor galerii, Robert Tyler Davis. W 1948 roku placówka przyjęła oficjalna nazwę The Montreal Museum of Fine Arts. Jednocześnie otwarto galerię poświęconą sztuce artystów współczesnych, głównie montrealskich. W roku 1960, w 100. rocznicę założenia muzeum, przyjęto oficjalnie jego dwujęzyczną nazwę The Montreal Museum of Fine Arts/Musée des beaux-arts de Montréal.
W 1972 roku muzeum stało się instytucją o charakterze półpublicznym, finansowaną głównie z dotacji o różnych źródłach pochodzenia. W 1976 roku oddano do użytku nowe skrzydło zaprojektowane przez architekta Freda Lebensolda. Jest to obecny Pavillon Liliane et David M. Stewart, mieszczący zbiory rzemiosła artystycznego i designu.
W latach 80. muzeum zorganizowało kilka wystaw na dużą skalę, aby przyciągnąć szerokie rzesze publiczności: "Pablo Picasso: Meeting in Montréal", "Leonardo da Vinci, Engineer and Architect", "Marc Chagall", "Salvador Dalí", "The 1920s: The Age of the Metropolis", "Lost Paradise: Symbolist Europe", "Warhol Live: Music and Dance in Andy Warhol's Work" i in. W efekcie muzeum zdobyło międzynarodową reputację. W 1991 roku oddano do użytku kolejny obiekt, Pavillon Jean-Noël Desmarais, zaprojektowany przez architekta Moshe Safdie. Dzięki temu wydatnie wzrosła przestrzeń wystawiennicza galerii, co umożliwiło zaprezentowanie większej ilości eksponatów z kolekcji stałej jednocześnie zapewniając miejsce niezbędne dla wystaw czasowych. W nowym pawilonie znalazły się m.in. muzealny sklep, a także księgarnia i lokale gastronomiczne. Budynek jest połączony podziemną galerią z leżącym po przeciwnej stronie Sherbrooke Street pierwszym budynkiem muzeum.

### XXI wiek

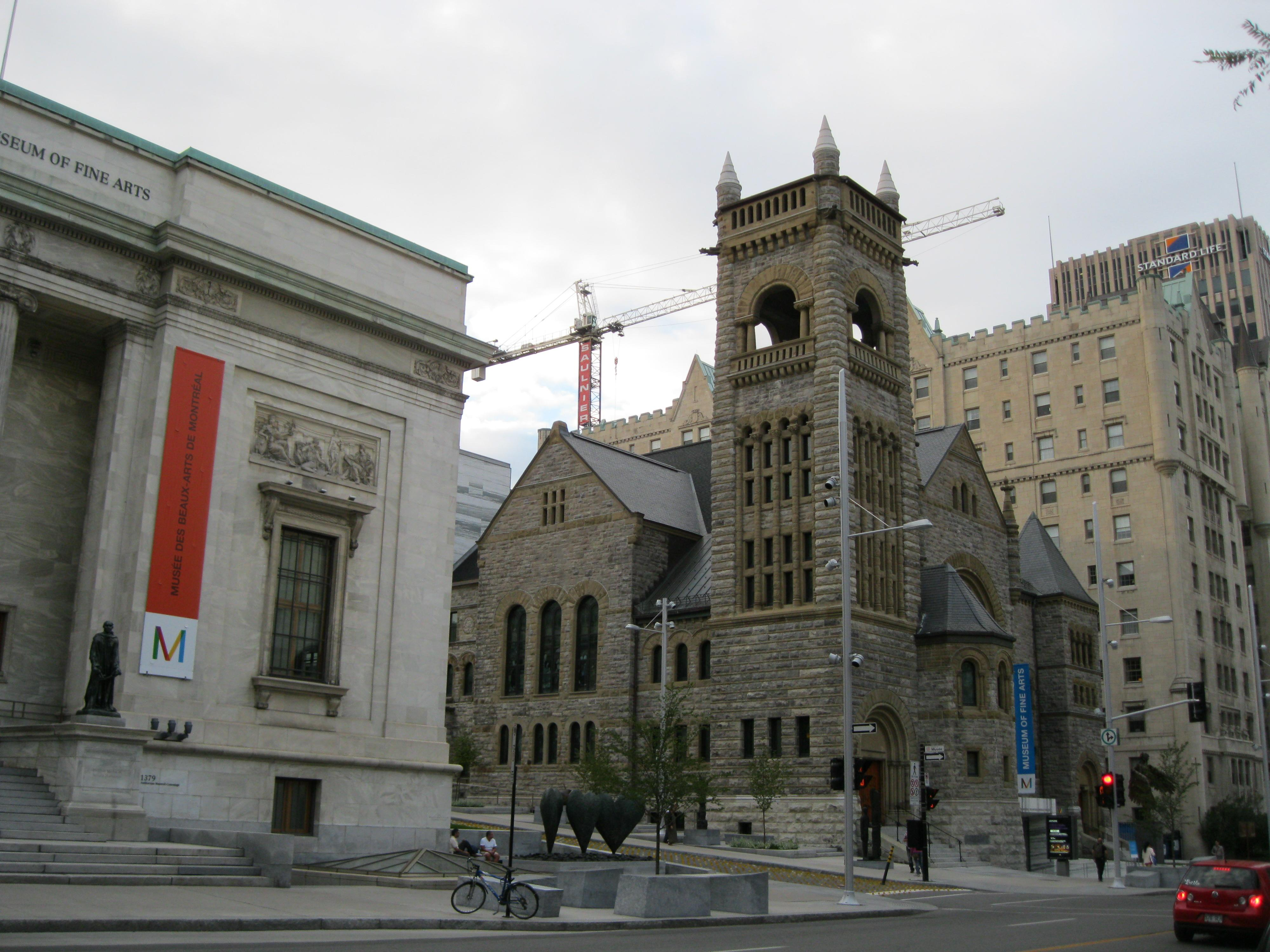
Erskine and American Church, zaprojektowany przez Alexandra C. Hutchisona i otwarty w 1894 roku (obecnie nieczynny) znany jest w Kanadzie z wyjątkowej kolekcji 20 witraży Tiffany’ego

W 2008 roku zakupiono nieczynny kościół Erskine and American Church. Kościół ten zbudowany został w stylu neoromańskim z wapienia z elementami piaskowca. Zachował oryginalną fasadę i bizantyjską kopułę. Stanowi ważny zabytek, tak pod względem architektonicznym jak i historycznym. Okna jego fasad bocznych zdobi 20 witraży Tiffany’ego, stanowiących największą tego typu kolekcję w Kanadzie. Pracownia architektoniczna Provencher Roy et Associés Architectes, na zlecenie Muzeum Sztuk Pięknych w Montrealu zrealizowała projekt zmiany funkcji zabytkowego budynku nieczynnego kościoła na muzeum. Projekt ten otrzymał w latach 2010–2012 szereg nagród architektonicznych, m.in. nagrodę za integrację obiektu z miastem, przyznaną przez organizację ochrony dziedzictwa w Montrealu. Zgodnie z rekomendacjami Rady Zabytków Kanady odrestaurowano zabytkowe mury byłego kościoła i jego fasadę frontową. Wewnątrz odbudowano strop, położono nowe tynki i odrestaurowano stolarkę dekoracyjną. Po remoncie wnętrza dokonano jego adaptacji na salę koncertową na 444 miejsca. Przebudowano też tył kościoła tworząc współczesny pawilon sztuki (Pavillon Bourgie), połączony z całym kompleksem Muzeum podziemnym, długim na 45 m korytarzem, w którym urządzono galerię. Konstrukcja pawilonu jest przeszklona, dzięki czemu z każdego z jego czterech pięter otwiera się widok na zewnątrz. Nawiązaniem do tradycji jest natomiast zastosowanie do okładziny elewacji białego marmuru, z którego wykonano fasadę pierwszego pawilonu z 1912 (Michal et Renata Hornstein) oraz pawilonu z 1991 (Jean-Noël Desmarais). Pawilon (otwarty w 2011 roku) jest poświęcony sztuce Kanady i Quebecu. Budynki pawilonu oraz kościoła zostały zintegrowane z pozostałymi budynkami muzeum oraz z ich najbliższym otoczeniem. Wraz z utworzeniem przez Pierre’a Bourgie na terenie muzeum fundacji Arte Musica Foundation muzyka stała się oficjalną częścią muzealnych programów. Zbiory muzeum powiększyła kolekcja Bena Weidera Napoleona. Otwarto nową galerię Empire Galleries.
W samym tym czasie w trzech pozostałych pawilonach Muzeum urządzono na nowo wystawy sztuki kultur starożytnych, sztuki europejskiej i współczesnej, rzemiosła artystycznego i wzornictwa. Muzeum przez cały rok prezentuje ważne wystawy czasowe. Oprócz tego odbywają się w nim różne wykłady, pokazy filmów i koncerty. Organizowane są wycieczki z przewodnikiem.

## Największa kradzież w historii Kanady
Około godz. 2 w nocy 4 września 1972 roku uzbrojeni złodzieje poprzez świetlik dostali się do wnętrza Montreal Museum of Fine Arts. Po obezwładnieniu trzech strażników zrabowali biżuterię, figurki i 18 obrazów o łącznej wartości 2 milionów dolarów. Wśród skradzionych łupów były obrazy Delacroix, Gainsborough i rzadki pejzaż Rembrandta szacowane na 1 milion dolarów. Była to największa kradzież w dotychczasowej historii Kanady.
17 obrazów dotąd (luty 2012) nie odnaleziono. Pod koniec października 2011 w muzeum dokonano kolejnej kradzieży, i to w godzinach otwarcia. Tym razem łupem złodziei padły 2 antyczne rzeźby, jedna rzymska (I w. n.e.), druga zaś perska (V w. p.n.e.) o wartości szacowanej na kilkaset tysięcy dolarów. Do odnalezienia skradzionych arcydzieł wynajęto znanego tropiciela skradzionych dzieł sztuki, Marka Dalrymple'a. Pomimo apeli o pomoc i nagrody wyznaczonej za informacje o sprawcach eksponatów nie udało się odzyskać.

## Zbiory
W ciągu 150 lat swej działalności muzeum zgromadziło jedną z najświetniejszych w Ameryce Północnej kolekcji sztuki, obejmującej dzieła sztuki od starożytności do czasów współczesnych. Większość zbiorów stanowią darowizny znamienitych rodów montrealskich. Kolekcja obejmuje rzemiosło artystyczne, sztukę kanadyjską i eskimoską, zbiory grafik i rysunków, płótna starych mistrzów oraz twórców współczesnych, jak również ważne zbiory starożytnych tkanin, angielskiej porcelany i największą na świecie kolekcję japońskich pudełek do kadzidła.
Kolekcja muzealna zorganizowana jest w 5 działach:
- Archeologia i kultury świata (Archéologie et cultures du monde) – w Pavillon Michal et Renata Hornstein
- Sztuka międzynarodowa średniowieczna i nowożytna (L'art international ancien et moderne) – w Pavillon Jean-Noël Desmarais
- Rzemiosło artystyczne i design (Les Arts décoratifs et le design) – w Pavillon Liliane et David M. Stewart
- Sztuka międzynarodowa współczesna (L'art international ancien et moderne) – w Pavillon Jean-Noël Desmarais
- Sztuka Quebecu i Kanady (L'art québécois et canadien) – w Pavillon Claire et Marc Bourgie[2]

### Archeologia i kultury świata
Przekrojowa kolekcja działu archeologii i kultur świata (Archéologie et cultures du monde), na którą składają się głowy figur, maski, przedmioty dekoracyjne i rytualne oraz tekstylia, odzwierciedla bogactwo i różnorodność światowego dziedzictwa artystycznego obejmującego: sztukę starożytnego Egiptu, sztukę grecko–rzymską, afrykańską, sztukę regionu Oceanii, prekolumbijską, muzułmańską i azjatycką, itp. Wiele z tych eksponatów znalazło się w kolekcji dzięki zakupom dokonywanym przez F. Clevelanda Morgana, społecznego kustosza Muzeum w latach 1916–1962.

#### Archeologia śródziemnomorska
Jeden z największych zbiorów tego rodzaju w Kanadzie, zawiera rzeźby, reliefy, wyroby ze szkła, tkaniny koptyjskie, monety grecko-rzymskie, sarkofagi i ceramikę starożytnych kultur basenu Morza Śródziemnego.

#### Sztuka prekolumbijska
Znana w Kanadzie kolekcja sztuki prekolumbijskiej, na którą składa się prawie 1 200 dzieł z trzech głównych regionów kulturowych Nowego Świata – Mezoameryki, regionu Andów oraz obszaru przejściowego pomiędzy nimi, obejmuje ok. 3 000 lat działalności artystycznej Olmeków, Azteków i Majów, kultur: Mochica, Nazca, Paracas oraz Inków. Na kolekcję składają się wyroby ceramiczne, kowalstwo artystyczne, metaloplastyka, rzeźby kamienne i tkaniny.

#### Sztuka Azji
Na kolekcję sztuki azjatyckiej, tworzonej od początku muzeum, składa się prawie 5 000 eksponatów pochodzących z Chin, Japonii, Korei, Indii i Tajlandii. Ważną część zbiorów stanowi kolekcja prawie 3 000 kōgō (japońskich pudełek do kadzidła), która należała do byłego premiera Francji Georges’a Clemenceau i została w 1960 przekazana do Muzeum przez kanadyjskiego potentata Josepha-Arthura Simarda.

#### Sztuka afrykańska
Kolekcja sztuki afrykańskiej została założona w roku 1940. Dział Sacred Africa II, będący owocem współpracy Muzeum Sztuk Pięknych z Redpath Muzeum przy McGill University i z Cirque du Soleil posiada ok. 50 dzieł, reprezentujących trzy główne regiony kontynentu: Afrykę Zachodnią, Afrykę Środkową i Afrykę Wschodnią. Ozdobę kolekcji stanowią: mmwo (panieńska maska ludu Ibo z Nigerii), gurunsi (maska z antylopy z Burkina Faso i postać siedząca, typowa kultury Dogonów z Mali.

#### Sztuka islamu
Kolekcja sztuki islamskiej zawdzięcza swoje istnienie kustoszowi F. Clevelandowi Morganowi. Składa się na nią prawie 300 eksponatów, obejmujących tkaniny, dywany, miniatury, szkło, i metaloplastykę. Ozdobą kolekcji jest zbiór średniowiecznej ceramiki irańskiej, której piękno i różnorodność świadczy o bogatej inwencji ówczesnych rzemieślników.

### Sztuka międzynarodowa od epoki średniowiecza do modernizmu
Kolekcja sztuki międzynarodowej, od epoki średniowiecza do twórców epoki modernizmu (Art international ancient et moderne) jest, z racji swojej wielkości, różnorodności i jakości, jedyną w swoim rodzaju na terenie Quebecu. Zawiera prace takich artystów jak między innymi: Boucher, Bouguereau, Brueghel młodszy, Courbet, Dalí, Daumier, de Witte, Dix, El Greco, Fantin-Latour, Gainsborough, Goya, Largillièrre, Matisse, Miró, Monet, Picasso, Poussin, Rembrandt, Renoir, Rodin, Sisley, Ter Borch, Tissot, Van Dongen i Veronese. Jest jedną z trzech najlepszych tego typu kolekcji w Kanadzie. Ukazuje nie tylko historię sztuki, ale również wielką hojność kolekcjonerów i nieostający wysiłek kuratorów, działających na rzecz powiększenia jej zasobów. Kolekcja, licząca 360 dzieł, ulokowana jest na trzech kondygnacjach galerii zaprojektowanej w 2011 we współpracy z montrealską firmą Architem. Ułożone chronologicznie prace stanowią przegląd najważniejszych ruchów w historii sztuki i wszystkich gatunków malarskich, jak: obrazy religijne, historyczne, portrety, pejzaże, martwe natury, itp. Kolekcję uzupełnia zbiór rzeźb. Wszystkie eksponaty opatrzone są etykietami i informacjami.

#### Kondygnacja czwarta
Na czwartej kondygnacji prezentowana jest sztuka od okresu średniowiecza do Belle époque. Jej galerie obejmują następujące działy: średniowiecze (sztuka romańska i gotyk), renesans, manieryzm, caravaggionizm, vanitas, barok, sztuka holenderska „złotego wieku”, sztuka francuska i klasycyzm, rokoko, neoklasycyzm, portrety brytyjskie, romantyzm, sztuka akademicka i orientalizm.

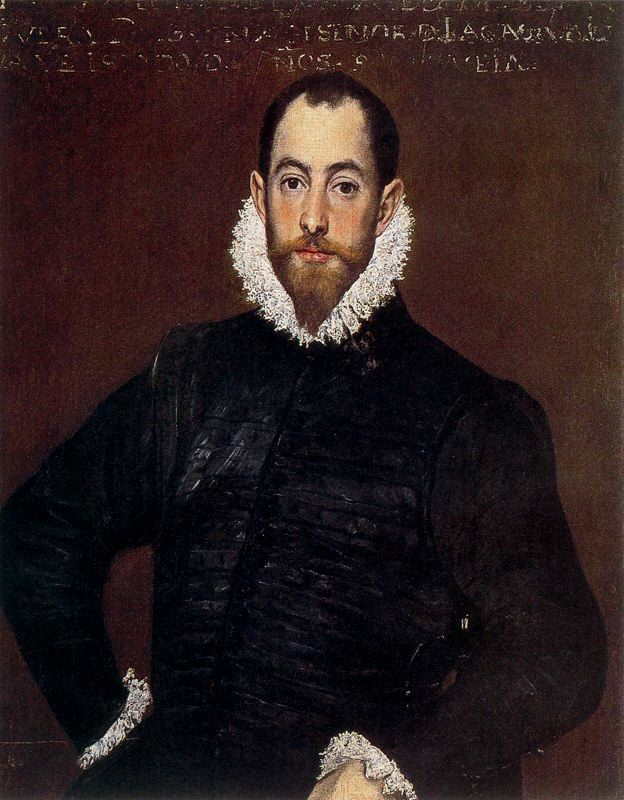
El Greco, Portret pana z Casa de Leiva, 1580
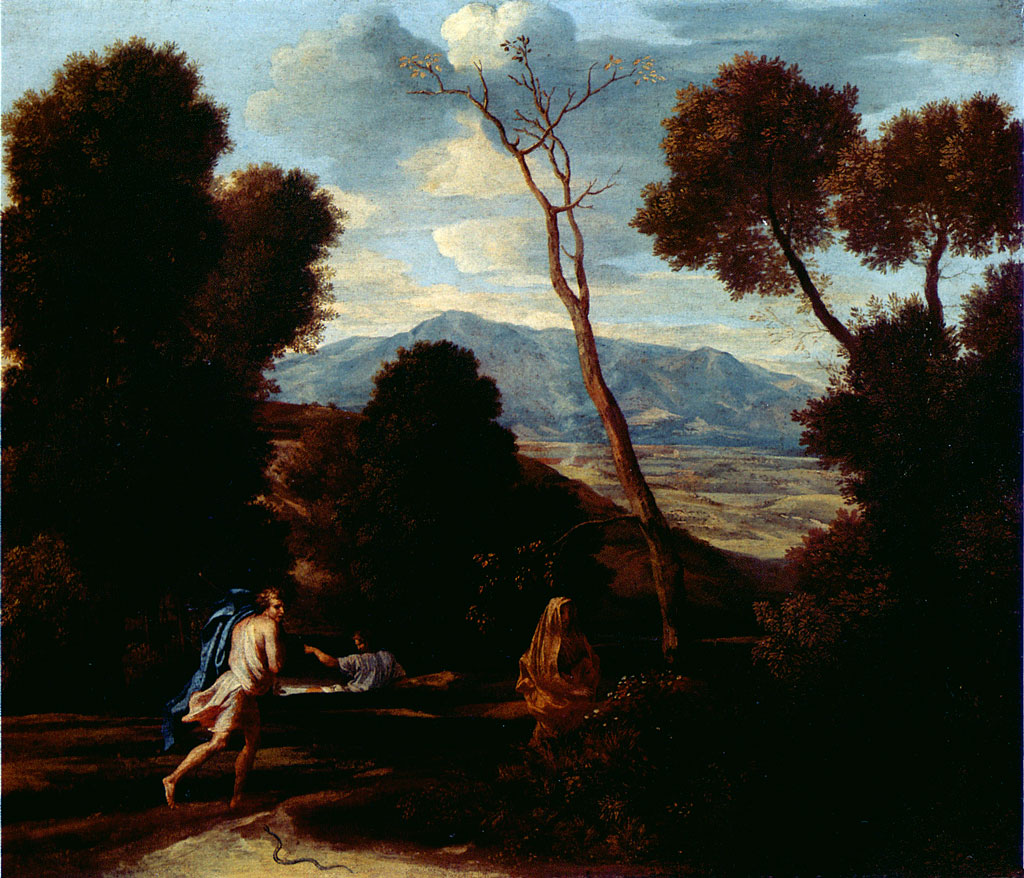
Nicolas Poussin, Pejzaż z mężczyzną wystraszonym przez węża, ok. 1633–1635
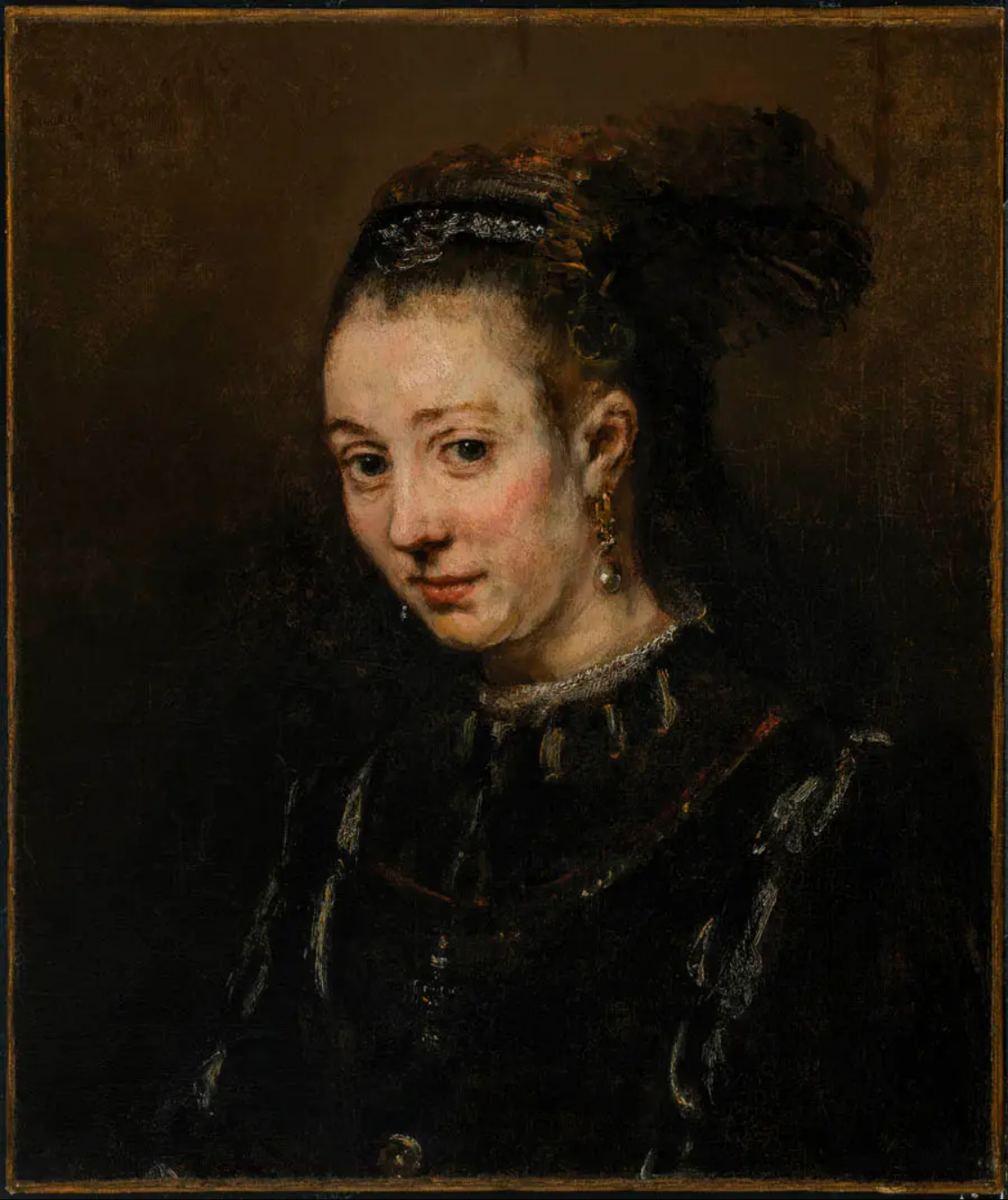
Rembrandt, Portret młodej kobiety, ok. 1665
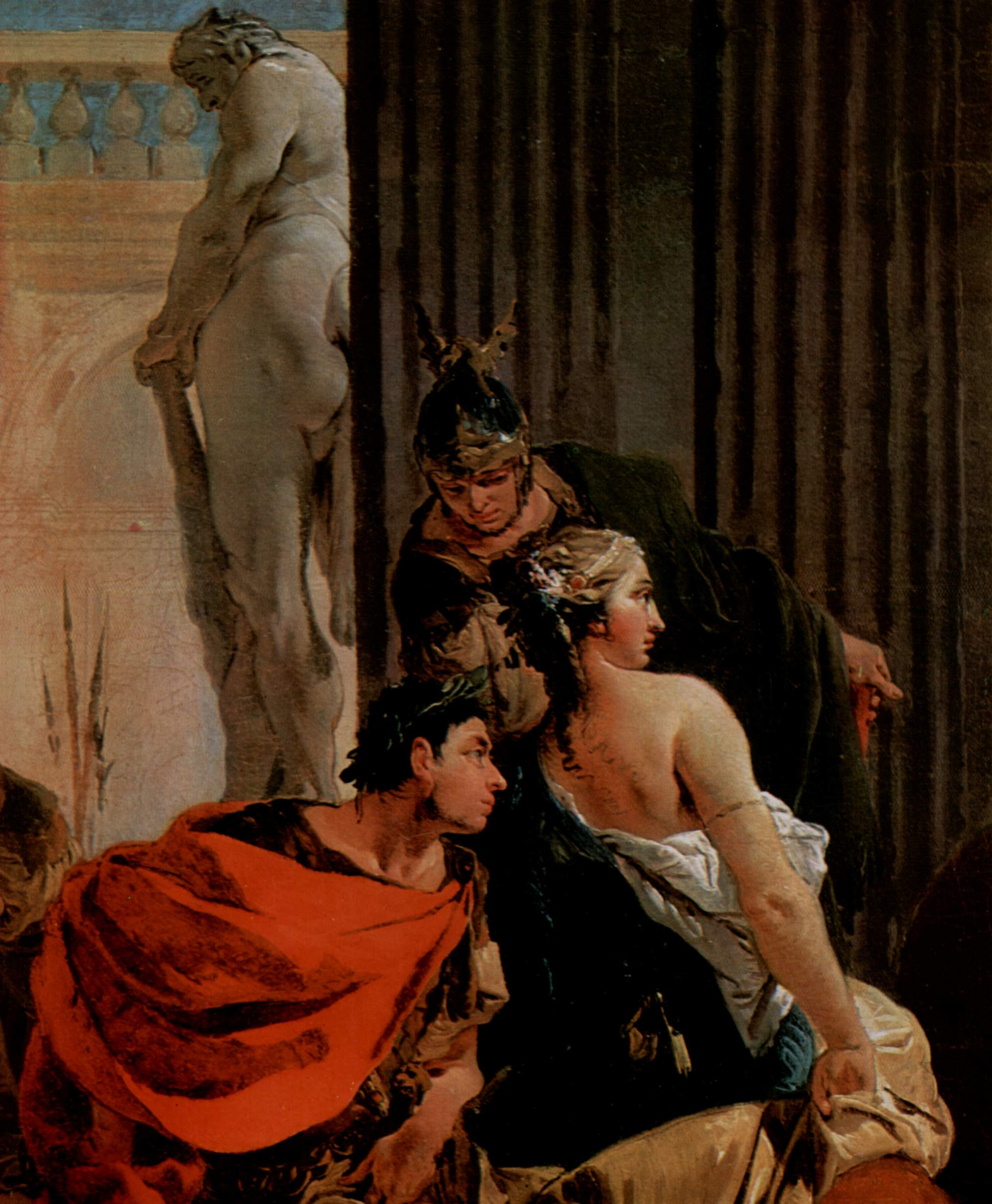
Giovanni Battista Tiepolo, Aleksander Macedoński i Campaspe w pracowni Apellesa, 1725–1726

#### Kondygnacja trzecia
Na kondygnacji trzeciej ulokowana Ben Weider Collection, zawierająca około 100 eksponatów z epoki Napoleona (sztućce, meble, dzieła sztuki i artefakty osobiste). W tej obszernej kolekcji, jedynej w swoim rodzaju w Ameryce Północnej, znajduje się m.in. przybornik do pisania (po 1805) oraz jeden z kapeluszy noszonych przez Napoleona w czasie kampanii rosyjskiej z 1812.

#### Kondygnacja pierwsza
Na pierwszej kondygnacji prezentowane są prace od Daumiera do Picassa. Ten dział kolekcji obejmuje okres chronologiczny od poł. XIX (szkoła z Barbizon, szkoła haska, szkoły impresjonistyczne do XX w. (epoka modernizmu).

### Sztuka Quebecu i Kanady
Od czasu swojego powstania w roku 1860 Muzeum zgromadziło wyjątkową kolekcję sztuki Quebecu i Kanady, na którą składa się ponad 3 000 prac, w tym 500 prac eskimoskich i 180 artefaktów indiańskich. Kolekcja mieści się obecnie w nowym pawilonie Pavillon Claire et Marc Bourgie, który został otwarty w roku 2011.Układ kolekcji, zaproponowany przez projektanta Daniela Castonguay i jego współpracowników, przedstawia eksponaty w porządku chronologicznym. Blisko 600 dzieł sztuki Quebecu całej Kanady jest wyeksponowanych na sześciu kondygnacjach, z których każda jest poświęcona pewnemu okresowi historycznemu.

#### Sztuka Inuitów
Pierwsze dzieła sztuki eskimoskiej (L'art inuit) zakupił w 1953 kurator Muzeum F. Cleveland Morgan. Kolekcja ta powiększała się następnie poprzez kolejne zakupy i darowizny. Zgromadzone eksponaty dają pogląd na dawne i współczesne życie artystyczne Eskimosów.

#### Początki kolekcji (1700–1870)
Ta cześć zbiorów poświęcona jest początkom („Les identités fondatrices”) sztuki kanadyjskiej w Nowej Francji. Na kolekcję składają się dwa gabinety ze srebrami kościelnymi i świeckimi z XVIII/XIX w. oraz dzieła dawnej i współczesnej sztuki rdzennych ludów Kanady rzucające światło na ich kontakty z Kanadyjczykami pochodzenia europejskiego.

#### Epoka Salonów (1880–1920)
W sekcji "Epoka Salonów" ("L'époque des Salons") przedstawiono intensywny rozwój wymiany kulturalnej z Europą i zapoczątkowanie corocznych wystaw sztuki kanadyjskiej. Art Association of Montreal, prekursor obecnego Muzeum, odegrał kluczową rolę w utworzeniu lokalnej, profesjonalnej sceny sztuki, co widoczne jest w przedstawionym dorobku Salon du Printemps – pierwszej corocznej wystawy sztuki kanadyjskiej z 1880. W dziale tym prezentowane są prace Oziasa Leduca, Jamesa Wilsona Morrice'a i Alfreda Laliberte.

#### Drogi do modernizmu (lata 20.–lata 30.)
Dział "Drogi do modernizmu" ("Les chemins de la modernité") łączy różne podejścia do sztuki wizualnej, widoczne u propagatorów modernizmu usiłujących określić kanadyjską tożsamość artystyczną (Tom Thomson i artyści z Grupy Siedmiu, m.in. Lawren Harris i A.Y. Jackson z Toronto), u zwolenników prymatu formy nad treścią z Beaver Hall Group (m.in. Prudence Heward i Lilias Torrance Newton) oraz w Société d’art contemporain de Montréal.

#### Epoka manifestów (lata 40.–lata 60.)
Galeria "Epoka manifestów" ("Le temps des manifestes") prezentuje nadejście do Quebecu artystycznego modernizmu, ukazanego w pracach takich artystów jak: Alfred Pellan, Paul-Émile Borduas i Jean-Paul Riopelle.

#### Wolne pola (lata 60.–lata 70.)

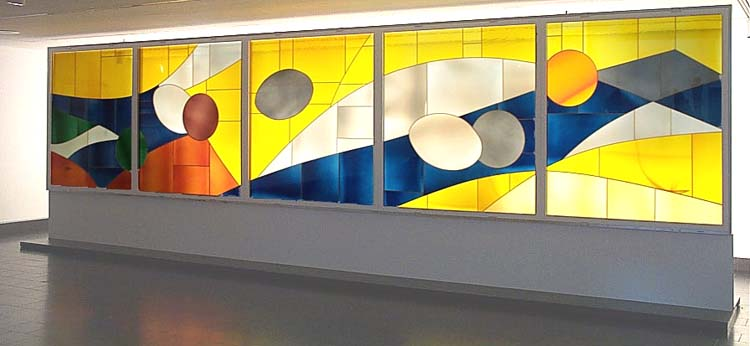
Marcelle Ferron, witraż Bez tytułu, 1972

Widowiskowa, 45-metrowej długości galeria Champs libres ukazuje rozwój malarstwa Montrealu i Kanady, widoczny w wielkoformatowych płótnach m.in. Claude’a Tousignant, Guido Molinariego, Michaela Snowa i Serge’a Lemoyne.

### Sztuka współczesna międzynarodowa
Sztuka współczesna zajmuje istotną pozycję tak w zbiorach muzeum jak i w programie zakupów. W dziale tym eksponowane są prace powstałe po roku 1980, będące dziełem zarówno artystów kanadyjskich (Geneviève Cadieux, Jeff Wall, Rober Racine) jak i międzynarodowych (Joseph Beuys, John Currin, Sam Francis, Jean-Michel Basquiat, i Gerhard Richter). Prezentowane gatunki to: malarstwo abstrakcyjne i figuratywne, projekty multimedialne, rzeźby minimalistyczne i monumentalne (Louise Nevelson, Folkert de Jong).

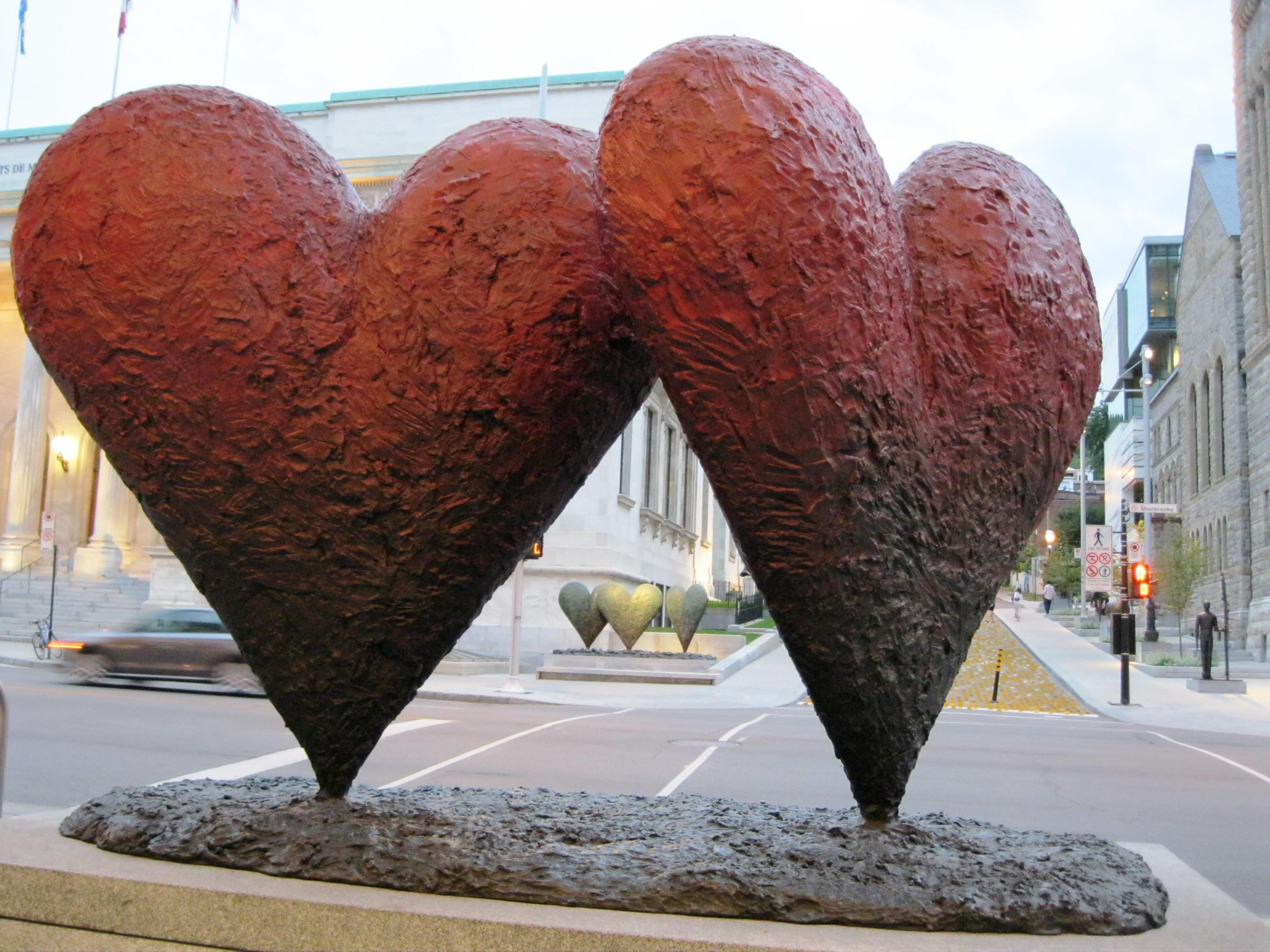
Jim Dine, Coeurs jumeaux de six pieds, brąz malowany i patynowany (1999)

W ogrodzie rzeźby (Jardin de sculptures) rozciągającym się wokół muzealnego kompleksu zgromadzona została znacząca kolekcja prac prominentnych współczesnych rzeźbiarzy, zarówno kanadyjskich (David Altmejd, Jean-Paul Riopelle) jak i międzynarodowych (Jim Dine, Antony Gormley, Henry Moore).

#### Galerie sztuki współczesnej Quebecu i Kanady
Galerie sztuki współczesnej Quebecu i Kanady (Les galeries d’art contemporain québécois et canadien) mieszczące się w Pavillon Jean-Noël Desmarais, uzupełniają zbiory międzynarodowej sztuki współczesnej. Prezentowane w układzie chronologicznym tworzą strategiczny pomost między poszczególnymi pawilonami. Rozbudowane i zreorganizowane w 2009, poświęcone są tematycznej prezentacji lokalnej i ogólnokrajowej sztuki współczesnej.

### Rzemiosło artystyczne i design
Kolekcję rzemiosła artystycznego założył w 1916 F. Cleveland Morgan, społeczny kustosz muzeum. Obecne zbiory rzemiosła artystycznego i designu są jedynymi w swoim rodzaju w Kanadzie, a także jednymi z największych w Ameryce Północnej. W zbiorach znajduje się około 16 000 dzieł obejmujących okres siedmiu wieków, począwszy od renesansu aż do współczesnego wzornictwa. Muzeum posiada również wyjątkową kolekcję witraży wykonanych przez Louisa C. Tiffany’ego i znaczących artystów kanadyjskich. W 2011 roku poszerzono przestrzeń wystawową poświęconą rzemiosłu artystycznemu. W nowej galerii, zaprojektowanej we współpracy z Nathalie Crinière, eksponowanych jest prawie 1 000 prac. Rozmieszczone na trzech kondygnacjach, dają zwiedzającym pogląd na zmiany i metamorfozy, jakie zaszły w ich wytwórczości na przestrzeni dziejów.
W 1932 Muzeum rozpoczęło gromadzenie mebli z Quebecu, ceramiki i srebra datowanych na XVIII w. stając się tym samym pierwszym kanadyjskim muzeum, które uznało potrzebę zachowania tego rodzaju dziedzictwa kulturowego. W zbiorach znalazły się m.in. wyroby miejscowej szkoły meblarskiej, École du meuble, z lat 1935–1958. Kolekcję uzupełnia bogaty zbiór wyrobów i mebli europejskich.

#### La collection Liliane et David M. Stewart
W roku 2000 muzeum przyjęło donację montrealskich kolekcjonerów Liliane i Davida M. Stewartów, na którą składa się prawie 5 500 dzieł stworzonych przez najwybitniejszych XX-wiecznych projektantów. Dzieła te wchodziły wcześniej w skład kolekcji Musée des arts décoratifs de Montréal. Wyprodukowane przemysłowo i w limitowanych seriach wyróżniają się estetyką i zajmują istotne miejsce w historii rzemiosła artystycznego; dotyczy to zwłaszcza wyrobów powstałych po roku 1935. Wyróżniają się pokaźne kolekcje designu włoskiego (od lat 50. do 80.), amerykańskiego i skandynawskiego (z lat 40. i 50.), jak również obszerna kolekcja współczesnej biżuterii.

#### Kolekcja witraży
W 2008 muzeum zakupiło budynek nieczynnego kościoła Erskine and American Presbyterian Church z 1894. Po zabezpieczeniu i odrestaurowaniu budynku urządzono w nim salę koncertową, której wizualną oprawę stanowi kolekcja 20 barwionych witraży Tiffany’ego, pochodzących z wyburzonego w 1936 kościoła American Presbyterian Church; 18 z nich zostało wykonanych w latach 1897–1904, w okresie rozkwitu nowojorskich pracowni Louisa C. Tiffany’ego. Pozostałe okna są dziełem montrealskiej pracowni Castle & Son oraz kanadyjskich artystów Charlesa W. Kelseya i Petera Hawortha.

### Grafika i fotografia
Montrealskie Muzeum Sztuk Pięknych jest repozytorium jednego z najważniejszych zbiorów grafiki w Kanadzie, obejmujących druki, rysunki i fotografie, dokumentujących ponad pięć wieków historii grafiki, zarówno europejskiej jak i północnoamerykańskiej. W kolekcji znajdują się dzieła tak znanych twórców, jak Callot, Daumier, Delacroix, Dürer, Fragonard, Goya, Hogarth, Manet, Pissarro, Raimondi, Redon, Rembrandt, Tycjan, Toulouse-Lautrec, Schongauer i Watteau, a także wybitne dzieła czołowych artystów reprezentujących XX-wieczne szkoły francuskie, niemieckie, szwajcarskie, angielskie i amerykańskie. Kolekcja obejmuje także francuskie i perskie rękopisy iluminowane. Bogato reprezentowana jest sztuka Quebecu i Kanady (w tym sztuka ludności rdzennej), obejmująca okres od XVIII w. do współczesności, w tym wyjątkowa kolekcja graficznych dzieł Riopelle'a. Na kolekcję składa się: 4 000 grafik i rysunków powstałych poza Kanadą przed 1945; 1 000 rysunków powstałych poza Kanadą po 1945, 3 000 kanadyjskich grafik i rysunków sprzed 1945 i 4 000 kanadyjskich grafik i rysunków, powstałych po 1945 oraz prawie 2 000 fotografii.
Centrum Grafiki (Centre des arts graphiques) składa się z dwóch części. Większa, Freda et Irwin Browns to duża, kwadratowa galeria o powierzchni 81 m². Druga, sąsiadująca z nią, mniejsza galeria Marjorie et Gerald Bronfman (34 m²), przeznaczona jest dla wystaw niezależnych, wymagających bardziej intymnej przestrzeni, służy też jako uzupełnienie większej galerii. Jest również miejscem konsultacji dla studentów, naukowców i zaproszonych gości.

#### Kolekcja fotografii
Kolekcja fotografii montrealskiego Muzeum Sztuk Pięknych koncentruje się na dziełach sztuki współczesnej powstałych po roku 2000. Zbiory obejmują ponad 1 200 fotografii wykonanych po roku1960, reprezentujących różne gatunki: od fotografii konceptualnej do fotografii dokumentalnej i artystycznej. Zgromadzone prace charakteryzują się również szerokim zakresem tematyki, od architektury, martwej natury, aktu, portretu, pejzażu po przykłady fotoreportażu i fotografii ulicznej. Różnorodne trendy współczesnej fotografii w Quebecu ukazane są na przykładzie prac takich artystów jak: Benoit Aquin, Nicolas Baier, Claire Beaugrand-Champagne, Geneviève Cadieux, Michel Campeau, Alain Chagnon, Roger Charbonneau, Eliane Excoffier, Denis Farley, Isabelle Hayeur, Holly King, Pascal Grandmaison, Brian Merrett, Alain Paiement, Normand Rajotte, Gabor Szilasi, Richard Tremblay-Max i Robert Walker. Dorobek szkoły z Vancouver reprezentują prace Tima Lee, Kema Luma, Scotta McFarlanda i Jeffa Walla. Eksponowane są również prace innych renomowanych fotografów kanadyjskich: Edwarda Burtynsky’ego, Lynne Cohena i Larry’ego Towella. Kolekcja obejmuje także grupę fotografii kanadyjskiego piktorialisty Williama Gordona Shieldsa. Szeroko reprezentowani są też twórcy międzynarodowi: Samuel Fosso z Afryki, Ansel Adams, Gregory Crewdson, Andreas Feininger, Nan Goldin ze Stanów Zjednoczonych, Germaine Krull z Niemiec, Ai Weiwei z Chin, czy Nobuyoshi Araki z Japonii.